# Kim Hjon-hi
Kim Hjon-hi (* 27. ledna 1962 Kesong, KLDR) je bývalá severokorejská agentka, která 29. listopadu 1987 provedla spolu s dalším agentem Kim Song-ilem atentát na jihokorejské letadlo Korejských aerolinií (KAL). Na jeho palubě tehdy zahynulo 115 lidí. Dne 26. dubna 1989 byla za tento teroristický čin odsouzena k trestu smrti. Později jí byla udělena milost. Kim veřejně nad svým činem vyjádřila lítost.
Severní Korea odmítá, že by se Kim narodila na jejím území, a tvrdí, že celá její biografie je fabulací ze strany jihu. Některé japonské distrikty sponzorují severokorejské školy, které tvrdí, že Kim byla agentem Jižní Koreje. Podle její výpovědi ji japonsky (což bylo nezbytné pro její misi) učila Japonka Yaeko Taguchi, jedna z nejméně třinácti japonských občanů unesených Severní Koreou.
O pozadí svého činu napsala autobiografickou knihu, kterou v ČR vydalo Naše vojsko pod názvem Slzy mé duše.

## Život
Kim se narodila 27. ledna 1962 v Kesongu, ale její rodina se později přestěhovala do hlavního města země Pchjongjangu. Její otec byl diplomatem na severokorejském velvyslanectví. Do roku 1967 rodina žila na Kubě. Po návratu do KLDR absolvovala základní a střední školu a studovala na Kim Ir-Senově univerzitě a na Pchjongjangské univerzitě zahraničních studií na katedře japonského jazyka a literatury. Zároveň vstoupila do Nodongtangu – Strany práce.
V roce 1980 byla vybrána agentkou KLDR, opustila rodiče a školu a odjela do speciálního výcvikového střediska v horách. Od té doby byla její činnost přísně tajná. O prázdninách směla jet k rodičům na prázdniny, ale nesměla jim o sobě nikdy nic prozradit.

## Špionážní výcvik
Po připojení ke špionáži bylo Kim dáno nové jméno Ok Hwa a byla odeslána do uzavřeného areálu mimo Pchjongjang. Tam se sedm let učila letecké špionáži. Její výcvik zahrnoval bojová umění, fitness cvičení a tři roky japonštiny, kterou ji učila Yaeko Taguchi, jedna z japonských občanů unesených KLDR. Později Kim vypověděla, že Taguchi jí byla známa jako Lee Un-hae (李恩惠, 리은혜). Na konci výcviku byla Kim pečlivě otestována. Jednou z částí její závěrečné zkoušky bylo proniknout do fiktivní ambasády, nalézt určitý dokument, přečíst jej a zapamatovat si text.
Poté byla Kim poslána do Macaa, aby se naučila kantonštinu a mohla v případě potřeby vystupovat jako Číňanka. Také byla cvičena v nakupování v supermarketech, používání platebních karet a v návštěvách diskoték, jelikož nic takového v její domovské zemi neexistuje.
Kim poté vycestovala do Evropy se starším mužem, kterého znala jako Kim Song-il (金勝一). Napřed vycestovali z Pchjongjangu do Moskvy, odkud jeli do Budapešti. Tam jim byly předány falešné japonské pasy a začali představovat otce a dceru cestující společně po Evropě. Poté odletěli do Bagdádu, aby se připravili na bombový útok na letadlo.

## Let Korean Air 858
Dne 27. října 1987 byla Kim předvolána šéfem zpravodajského oddělení a byla informována o podrobnostech akce uložení bomby do letu Korean Air 858. Bylo jí řečeno, že rukou psaný rozkaz pochází přímo od Kim Ir-sena a že se v případě úspěchu bude moci vrátit do Severní Koreje, žít se svou rodinou a nebude muset nadále působit jako agent.
Cestovala na falešný japonský pas vystavený na jméno Mayumi Hachiya spolu s Kim Seung-ilem, který představoval jejího otce a používal jména Shinichi Hachiya. Na krytí výdajů během cesty dostali oba 10 000 amerických dolarů. Zpovzdálí měli akci řídit dva vyšší důstojníci užívající označení „náčelník Čche“ a „instruktor Čche“. Plán akce byl takový, že všichni 12. listopadu 1987 v 8.30 hodin odletí běžným linkovým letadlem Aeroflotu do Moskvy. Výbušné zařízení při kontrole na letišti Šeremetěvo bude mít u sebe „náčelník Čche“. Jako držitel diplomatického pasu nemusel procházet celní prohlídkou. Z Moskvy budou pokračovat do Budapešti k soudruhu Čonovi, který pracoval na Severokorejském velvyslanectví a byl agentem státní bezpečnosti. Dne 18. listopadu 1987 budou pokračovat – odděleně – do Vídně. Od příjezdu do Rakouska se budou prokazovat falešnými japonskými pasy a hrát roli zámožných turistů.
Po pěti dnech strávených ve Vídni měli pokračovat do Bělehradu. Zde měli v hotelu 27. listopadu 1987 při schůzce s „náčelníkem Čche“ převzít bombu. Byla ukryta v zařízení, které vypadalo jako běžné tranzistorové rádio japonské výroby.
Dva dny nato 29. listopadu 1987 nastoupili do letu KAL 858, umístili bombu do stropního prostoru a v Abu Dhabi z letadla vystoupili. Letadlo mířící do Soulu explodovalo poblíž Barmy. Zahynulo 115 lidí, z toho 11 členů posádky. Agenti se zatím přesunuli do Bahrajnu. Tam byli ráno 1. prosince 1987 zadrženi letištními úředníky, kteří zjistili, že oba byli na palubě letadla, které explodovalo. Později se potvrdilo, že jejich cestovní pasy jsou falešné. Jak Kim Song-il, tak Kim Hjon-hi se pokusili otrávit kyanidem ukrytým v cigaretě. Podařilo se to jen Kim Song-ilovi. Kim Hjon-hi vytrhl policista cigaretu z úst dříve, než se mohl jed vstřebat. Kim byla hospitalizována a poté vyslýchána.
V ČSSR se o této tragédii moc nemluvilo ani nepsalo. Pokud ano, přebírala média oficiální stanovisko KLDR, že letadlo zničili sami Jihokorejci.

## Následky
Když se prokázalo, že Kim Hjon-hi je Severokorejka, byla svázána a s přelepenými ústy, aby se nemohla otrávit, převezena 15. prosince 1987 do Soulu, hlavního města Jižní Koreje. Zpočátku trvala na tom, že se jmenuje Pai Chui Hui a je sirotkem ze severní Číny. Že potkala staršího japonského muže, se kterým cestovala. Ovšem jediná forma čínštiny, kterou hovořila (kantonština), neodpovídala části Číny, ze které měla údajně pocházet.
Podle výpovědi na zasedání Rady bezpečnosti OSN byla Kim několikrát vyvedena z vězení, aby viděla prosperitu Soulu. Také jí ukázali televizní programy a zprávy, aby mohla poznat životní styl Jihokorejců. V Severní Koreji ji učili, že jih je korupcí prolezlé území ovládané Spojenými státy, ve kterém je velmi rozšířena chudoba.
Po devíti dnech přiznala, že je Severokorejka, a popsala detaily bombového útoku na let 858. Také uvedla, že akce byla provedena na přímý pokyn Kim Ir-sena.
Dne 7. března 1989 začalo veřejné přelíčení a 26. dubna 1989 byla odsouzena k trestu smrti. Jihokorejský prezident Ro Tche-u jí však udělil milost a změnil trest na doživotní vězení s odůvodněním, že Kim byla obětí vlády Severní Koreje, skutečného viníka. V rozhovoru pro Washington Post Kim řekla, že byla vedena k tomu, aby věřila, že bombový útok je nezbytně nutný ke sjednocení poloostrova. Když se seznámila s prosperitou Soulu, uvědomila si, že „svým činem pozabíjela krajany“.
V roce 1991 vydala autobiografii, ve které vylíčila dosavadní život. Kniha se stala bestsellerem a úspěšný byl i překlad do japonštiny (Ima onna to shite. Jyo 1). V roce 1993 napsala autobiografii The Tears of My Soul (Slzy mé duše), přičemž výtěžek darovala pozůstalým po cestujících z letu 858. Rodiny zemřelých však dar odmítly. Třetí knihu napsala v roce 1995. Publishers Weekly v recenzi knihy Shoot the Women First („Nejprve zastřelte ženy“) označil Kim jako „podobnou robotu“ a „zcela poslušnou vůči mužské autoritě“.
Ve vězení se stala věřící křesťankou. Propuštěna byla v roce 1993. Za honorář si koupila byt v Soulu. Povinně se však musela do 31. 12. 1993 hlásit na policejní stanici. Od 1. 1. 1994 je zcela volná.
V prosinci 1997 si Kim vzala bývalého agenta Jižní Koreje, který sloužil mj. jako její bodyguard. Spolu mají dvě děti.
V březnu 2009 se setkala s rodinnými příslušníky Yaeko Taguchi a zmínila, že Taguchi může být stále naživu. V návaznosti na to Japonsko v červenci 2010 navštívila. Po zemětřesení v Tóhoku v roce 2011 darovala jeden milion jenů (čtvrt milionu korun) obětem jako dar za péči, která jí byla věnována při předchozí návštěvě.
Podle rozhovoru pro BBC z roku 2013 byl zbytek její rodiny v Severní Koreji zatčen a poslán do pracovního tábora. V rozhovoru pro BBC Kim uvedla, že Severní Korea při příležitosti olympijských her v roce 2018 pouze předstírala přátelskost a že její prioritou stále je jaderný program.
Kim žije na neznámém místě v Jižní Koreji a je stále chráněna kvůli důvodným obavám z pomsty ze strany vlády KLDR.

## Dílo
- Hyŏn-hŭi Kim. 이제 여자 가 되고 싶어요: 金 賢姬 고백록. [Teď se chci stát ženou: vyznání Kim Hjon-hi.] Sŏul: Koryowon, 1991. 2 svazky. ISBN 978-8-912-07039-7.
- Kim Hyŏn-hŭi. Ima onna to shite. Jyo 1. [Nyní tak jako žena. Žena 1] Tokyo: Bungei Shunjū, 1991. 302 s. ISBN 978-4-163-45640-9. [Japonské vydání.]
- Kim Hyŏn-hŭi. The Tears of My Soul. [Slzy mé duše.] 1st ed. New York: William Morrow and Company, 1993. ISBN 978-0-688-12833-3.
- 이은혜 그리고다구치야에코: 김현희고백록. [Eunhye Lee a Echo Taguchiya: Vyznání Kim Hjon-hi.] Sŏul: Koryŏwŏn, 1995. 248 s. ISBN 978-8-912-07096-0.

### Česky vyšlo
- KIM HJON-HI. Slzy mé duše. Překlad Magda Schützová. 1. vyd. Praha: Naše vojsko, 1997. 159 s. ISBN 80-206-0549-5. Druhé (neuvedeno) vydání: 2009. 188 s. ISBN 978-80-206-1020-1.

### Dokumenty
Severokorejská dynastie; 2/4, Syn boha. (Orig. Inside North Korea's Dynasty; The Son of God) USA, 2018. [2. část čtyřdílého televizního dokumentárního cyklu.] ČT2, 13. října 2023 15.20–16.05. 